# Стриптиз смрти
Стриптиз смрти (енгл. Body Double), понегде преведено на српски и као Дублерка је детективски мистеријски трилер филм у режији Брајана де Палме и по његовом сценарију, као и сценарију Роберта Џ. Еврека из 1984. године.
Џејк Скали, пропали глумац, почиње да чува кућу за свог пријатеља и постаје опседнут девојком из суседства. Његове воајеристичке склоности, доводе га у невоље, када постане главни осумњичени за убиство.

## Радња
Филм почиње кадром који се понавља на крају: главни лик, Џејк Скали (Крејг Восон), глуми вампира у нискобуџетном хорор филму, али због клаустрофобије не може да изведе сцену устајања из ковчега. Због тога остаје без посла. Вративши се кући раније, Џејк затиче своју девојку са другим мушкарцем. А пошто је то њен стан, он мора да се исели и тако остаје без стана. Познаник по имену Сем, којег је стекао тог дана на часовима глуме, нуди Џејку да се брине о модерном момачком дому који гледа на Холивуд, и скреће му пажњу на секси Глорију која живи у суседству, чије се ноћне лудорије могу посматрати кроз телескоп. Ова богата млада жена редовно плеше полугола, стојећи поред прозора. Ускоро, Џејково ноћно виркање, доводи га од воајера, до сведока убиства.